# Tigranashen
Tigranashen (örményül Տիգրանաշեն, azeriül Karki vagy Kərki) hivatalosan Azerbajdzsán exklávéja Örményországon belül, a Nahicseván autonóm tartomány része. A Hegyi-karabahi háború óta a terület örmény megszállás és ellenőrzés alatt van, akik az Ararát tartományon belül tartják számon.
A település a háborúig vegyesen azeri-örmény lakosságú volt, ám a háború alatt az azeriek elmenekültek, ma a lakosság homogén örmény. A Tigranashen nevet is csak a harcok elvonulta után kapta utalva ezzel Nagy Tigranesre, egy kr. e. 1. századi örmény királyra.
Az elmenekült azeri lakosság nem szóródott szét, saját települést alapítottak Yeni Kərki (Új Karki) néven Nahicseván tartomány Kəngərli régiójában.
Tigranashen mellett húzódik Örményország fő észak-déli autópályája.